# 歌山路站
歌山路站是金华轨道交通金义东线的一座车站，位于中华人民共和国浙江省金华市东阳市白云街道歌山路与兴平西路交叉口。本站于2022年12月28日投入使用。

## 车站结构
本站为地下二层岛式车站。

### 车站楼层
| 地下一层 | 站厅     | 售票機、客服中心、商店、警务室、安检设施    |  |  |
| 地下二层 |          | █ 金义东线往凌云站方向 （下一站：木雕城）   |  |  |
|          | 岛式站台 |                                             |  |  |
|          |          | █ 金义东线往明清宫站方向 （下一站：人民路） |  |  |

### 出入口
本站共设有3个出入口（A、B、C）。

## 接驳交通
途经本站的有东阳1、2路等公交线路。

## 历史
- 2018年4月21日，本站至客运中心站（现为木雕城站）盾构区间左线顺利始发[4]。
- 2018年9月27日，本站至客运中心站（现为木雕城站）盾构区间左线顺利贯通[5]。
- 2018年11月2日，金华市2018年秋季中青班学员一行前往本站工地，对金义东市区能级提升的基础设施一体化进行专题调研[6]。
- 2018年11月24日，本站至人民路站盾构区间左线顺利始发[7]。
- 2018年12月26日，本站至人民路站盾构区间右线顺利始发[8]。
- 2019年1月17日，本站主体结构封顶[2]。
- 2019年3月22日，金华市轨道交通集团有限公司董事长兼总经理郑公民、总工程师姚春艳、副总经理谭志文一行到本站至人民路站盾构区间左线检查指导工作[9]。
- 2020年7月3日，本站至会展中心站盾构区间右线顺利贯通[10]。